# Antonio Musicardi
Antonio Musicardi es uno de los personajes de Esperando la carroza, una obra de teatro que fue llevada al cine en 1985, de donde se desprende su encarnación más conocida, siendo ahí interpretado por Luis Brandoni.

## Historia ficticia
Antonio Musicardi es uno de los cuatro hijos de Mamá Cora, el más afortunado de la familia en el aspecto económico. Casado con Nora, trabaja en una "financiera" (empresa de servicios de finanzas). Tiene un cierto aprecio por la familia, pero no va más allá de sus intenciones de compartir algunos momentos juntos algún que otro domingo. Mantiene relaciones con personajes turbios de la fuerza policial, y toda su familia sospecha que su fortuna es mal habida, por haber "trabajado para la pesada". Se sospecha que ayuda económicamente a su hermano Sergio y está dispuesto a hacer lo mismo con su hermano Jorge con tal de no sentir culpa por la falta de atención que le presta a su madre. Trata de ignorar todas las situaciones que le hagan pensar en la pobreza o miseria que lo rodea, desde donde él mismo salió.
En una de las escenas más recordadas del cine argentino, Antonio está con su hermano Sergio buscando a su madre que está perdida, en casa de unos familiares lejanos. A pesar de su pobreza, ellos comparten con él una de las tres empanadas que tenían para comer, sobras del día anterior. Esta situación lleva a Antonio a reflexionar acerca de la pobreza en general y, en particular, la de su propia familia.
Durante la segunda parte de la historia, Antonio hace notar aún más sus diferencias económicas con su familia, a quien todavía "aprecia" invitando a su fiesta de 25 aniversario de casamiento, y dándoles trabajo en su nuevo negocio, un matadero clandestino. Con serios intereses sexuales por su sobrina-nieta Martita (hija de su sobrina Matilde Musicardi) muestra su costado más perverso. Aún conserva sus antiguas relaciones con la policía, que lo ayuda a mantener sus negocios a flote.
Su familia está conformada por:
Jorge, Sergio y Emilia Musicardi (Hermanos)
María de los Dolores Buscaroli de Musicardi "Mamá Cora" (Mamá)
Susana de Musicardi y Elvira Romero de Musicardi (Cuñadas)
Nora de Musicardi (Esposa)
Cacho (Sobrino)
Matilde Musicardi (Sobrina)

## Descripción
Antonio Musicardi representa al estereotipo corrupto, ventajero y aprovechador. Nada le importa en pos de conseguir su bienestar económico y tiene muy poca sensibilidad social. Más cerca del poder que de su familia, sólo le importa su bienestar personal.